# Pierrefitte-sur-Aire
Pierrefitte-sur-Aire ist eine französische Gemeinde im Département Meuse in der Region Grand Est (bis 2015 Lothringen). Sie gehört zum Arrondissement Commercy und zum Kanton Dieue-sur-Meuse. Die Gemeinde hat 306 Einwohner (Stand: 1. Januar 2022). Die Einwohner werden Pierrefittois genannt.

## Geografie
Pierrefitte-sur-Aire liegt etwa 25 Kilometer südsüdwestlich von Verdun an der Aire. Umgeben wird Pierrefitte-sur-Aire von den Nachbargemeinden Longchamps-sur-Aire im Nordwesten und Norden, Courouvre im Norden, Lahaymeix im Nordosten, Fresnes-au-Mont im Nordosten und Osten, Nicey-sur-Aire im Südosten und Süden sowie Raival im Südwesten.

## Bevölkerungsentwicklung
| Jahr                       | 1962 | 1968 | 1975 | 1982 | 1990 | 1999 | 2006 | 2019 |
| Einwohner                  | 256  | 238  | 187  | 170  | 218  | 267  | 247  | 326  |
| Quellen: Cassini und INSEE |      |      |      |      |      |      |      |      |

## Sehenswürdigkeiten
- Kirche Saint-Remi